# Copris prevosti
Copris prevosti är en skalbaggsart som beskrevs av Josso 2011. Copris prevosti ingår i släktet Copris och familjen bladhorningar. Inga underarter finns listade i Catalogue of Life.